# Planinski dom na Zelenici
Planinski dom na Zelenici (1536 m) je planinska postojanka, ki stoji na Zeleniškem sedlu med obmejnim grebenom Na Možeh na severu in ostenjem Begunjščice na jugu.  Območje Zelenice je znano kot zimskošportno središče. Poleg urejenih smučarskih prog nudi tudi turno smuko z okoliških vrhov. Dom upravlja PD Tržič. Decembra 1999 je pogorel, vendar je bil kasneje tudi prenovljen.

## Dostopi
- 1.30 h: z Ljubelja (1058 m, Tržič)
- 3 h: iz doline Završnice (Žirovnica), mimo Tinčkove koče
- 3.30 h: od Valvasorjevega doma pod Stolom (1181 m), mimo Zabreške planine

## Prehodi
- 3 h: do Celovške koče (Klagenfurter Hütte, 1663 m) na avstrijskem Koroškem, čez sedlo Belščica
- 3.30 h: do Prešernove koče na Stolu (2174 m)
- 2 h: do Roblekovega doma na Begunjščici (1657 m)
- 15 min: do Doma pri izviru Završnice (1425 m)

## Vzponi na vrhove
- 2.30 h: Begunjščica (2060 m)
- 3.30 h: Stol (2236 m)
- 2 h: Vrtača (2181 m)